# Comuna Deleni, Iași
Deleni este o comună în județul Iași, Moldova, România, formată din satele Deleni (reședința), Feredeni, Leahu-Nacu, Maxut, Poiana și Slobozia.

## Așezare
Comuna se află la marginea de nord a județului, la limita cu județele Botoșani și Suceava, pe malul râului Bahlui. Este străbătută de șoseaua națională DN28B, care leagă Târgu Frumos de Botoșani, iar satele ei sunt deservite și de șoseaua județeană DJ281A, care o leagă spre sud de Hârlău (unde se termină tot în DN28B).

## Demografie
Componența etnică a comunei Deleni
     Români (88,78%)
     Alte etnii (0%)
     Necunoscută (11,22%)
Componența confesională a comunei Deleni
     Ortodocși (87,35%)
     Alte religii (1,33%)
     Necunoscută (11,32%)
Conform recensământului efectuat în 2021, populația comunei Deleni se ridică la 8.885 de locuitori, în scădere față de recensământul anterior din 2011, când fuseseră înregistrați 9.969 de locuitori. Majoritatea locuitorilor sunt români (88,78%), iar pentru 11,22% nu se cunoaște apartenența etnică. Din punct de vedere confesional, majoritatea locuitorilor sunt ortodocși (87,35%), iar pentru 11,32% nu se cunoaște apartenența confesională.

## Politică și administrație
Comuna Deleni este administrată de un primar și un consiliu local compus din 15 consilieri. Primarul, Dumitru Prigoreanu[*], de la Partidul Național Liberal, este în funcție din 2008. Începând cu alegerile locale din 2024, consiliul local are următoarea componență pe partide politice:
|  | Partid                          | Consilieri | Componența Consiliului | Componența Consiliului | Componența Consiliului | Componența Consiliului | Componența Consiliului | Componența Consiliului | Componența Consiliului | Componența Consiliului | Componența Consiliului | Componența Consiliului | Componența Consiliului | Componența Consiliului |
|  | ------------------------------- | ---------- | ---------------------- | ---------------------- | ---------------------- | ---------------------- | ---------------------- | ---------------------- | ---------------------- | ---------------------- | ---------------------- | ---------------------- | ---------------------- | ---------------------- |
|  | Partidul Național Liberal       | 12         |                        |                        |                        |                        |                        |                        |                        |                        |                        |                        |                        |                        |
|  | Partidul Social Democrat        | 2          |                        |                        |                        |                        |                        |                        |                        |                        |                        |                        |                        |                        |
|  | Alianța pentru Unirea Românilor | 1          |                        |                        |                        |                        |                        |                        |                        |                        |                        |                        |                        |                        |

## Istorie
La sfârșitul secolului al XIX-lea, comuna făcea parte din plasa Coșula a județului Botoșani și era formată din satele Deleni, Maxut, Pârcovaci și Slobozia, având în total 2745 de locuitori. În comună existau cinci mori de apă, una de aburi, o fabrică de spirt, patru biserici și o școală mixtă cu 50 de elevi (toți băieți). La acea vreme, pe teritoriul actual al comunei mai funcționa, în aceeași plasă, și comuna Feredeni, formată din satele Feredeni, Poiana și Unsa, cu 941 de locuitori, și în care existau șapte mori de apă, două biserici și o școală mixtă cu 10 elevi.
Anuarul Socec din 1925 consemnează comuna Deleni în aceeași plasă și în aceeași alcătuire, având 4220 de locuitori; și desființarea comunei Feredeni, satele ei fiind arondate comunei Rădeni. Comuna Feredeni a fost reînființată în 1931, cu satele Boscoteni, Feredeni, Poiana și Unsa, iar comuna Deleni a rămas cu satele Deleni, Maxut și Slobozia, după ce satul Pârcovaci a fost transferat orașului Hârlău.
În 1950, comunele au fost transferate raionului Hârlău din regiunea Iași, iar comuna Feredeni a fost în curând desființată și satele ei au fost incluse în comuna Deleni. În 1968, comuna Deleni a trecut, în alcătuirea actuală, la județul Iași.

## Monumente istorice

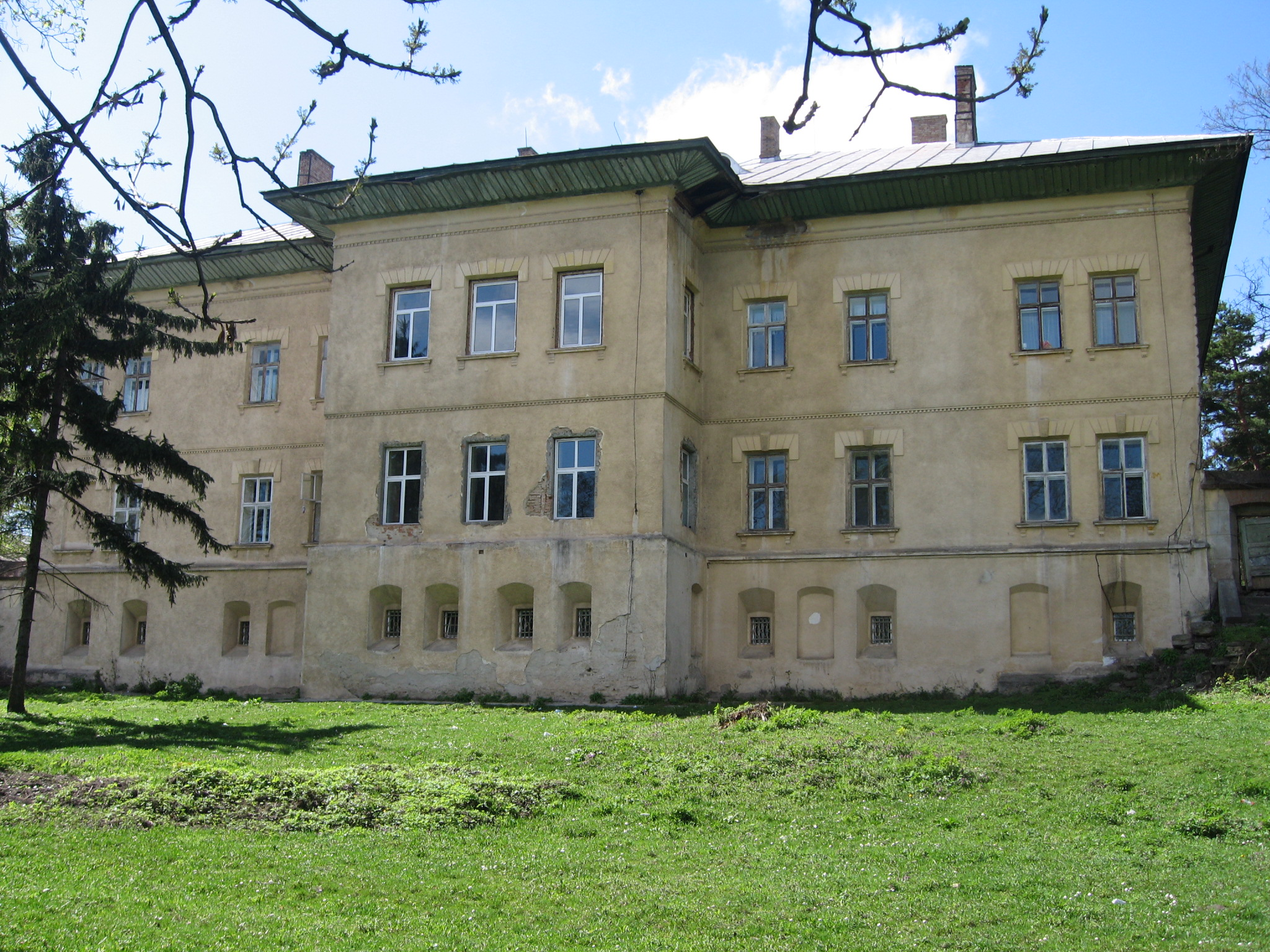
Conacul Cantacuzino-Deleanu, monument istoric de interes național

În comuna Deleni se află ansamblul conacului Cantacuzino-Deleanu (secolele al XVII-lea–al XX-lea) din satul Deleni, ansamblu-monument istoric de arhitectură de interes național, format din conacul propriu-zis (construit în 1730), biserica „Adormirea Maicii Domnului” (1669), spitalul (secolul al XX-lea) și zidul de incintă (secolul al XVIII-lea); precum și schitul Lacuri din codrul Delenilor (1724), având tot statutul de monument de arhitectură de interes național.
În rest, alte trei obiective din comună sunt incluse în lista monumentelor istorice din județul Iași ca monumente de interes local, toate fiind clasificate ca monumente de arhitectură: ruinele hanului din Deleni (secolul al XVIII-lea); biserica de lemn „Tăierea Capului Sfântului Ioan Botezătorul” (1744) din satul Poiana; și ansamblul curții boierești Crupenschi (secolul al XVIII-lea, refăcut în secolul al XIX-lea) din satul Feredeni, ansamblu format din biserica „Adormirea Maicii Domnului” (1791), ruinele unor case și zidul de incintă (ambele datând din secolele al XVIII-lea–al XIX-lea).